# Brent Cross
Brent Cross è una stazione della linea Northern della metropolitana di Londra.

## Storia
La stazione aprì con il nome di Brent il 19 novembre 1923 sulla Hampstead & Highgate Line, l'estensione a nord di Golders Green della Charing Cross, Euston & Hampstead Railway (CCE&HR), in seguito la linea Northern.
Il progetto dell'estensione era antecedente alla prima guerra mondiale, ma lo scoppio delle ostilità causò il rinvio dei lavori; il nome originariamente proposto per la stazione era Woodstock.
Poco tempo dopo l'apertura, nel giugno 1927, nella stazione vennero installati due binari di scambio, per consentire a dei treni veloci di superare convogli più lenti in questo punto, ma questi vennero chiusi nel luglio 1936 e in seguito rimossi. Questo fatto è evidenziato dalla larghezza dei cavalcavia su Highfield Avenue.
La stazione cambiò nome in Brent Cross il 20 luglio 1976, in concomitanza con l'apertura dell'omonimo centro commerciale situato a breve distanza, uno dei primi nel suo genere nel Regno Unito.

## Strutture e impianti
L'edificio della stazione, progettato dall'architetto Stanley Heaps, è un monumento classificato di Grade II.
Si trova nella Travelcard Zone 3.

## Interscambi
Nelle vicinanze della stazione effettuano fermata numerose linee automobilistiche urbane, gestite da London Buses, nonché alcune linee extraurbane della compagnia Green Lines.
- Fermata autobus

## Galleria d'immagini

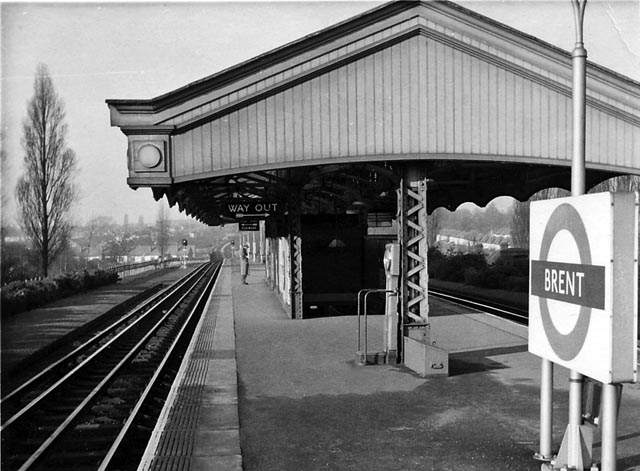
Vista in direzione ovest verso Edgware nel 1961
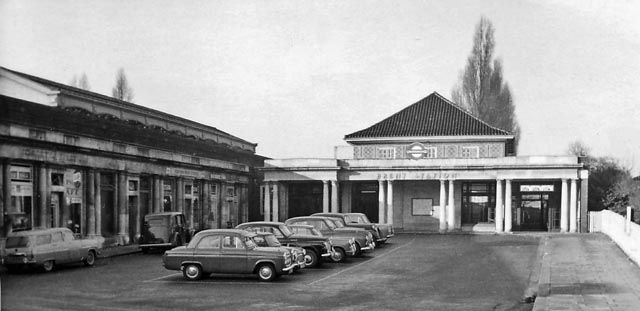
Vista in direzione di Edgware dall'ingresso della stazione, 1961
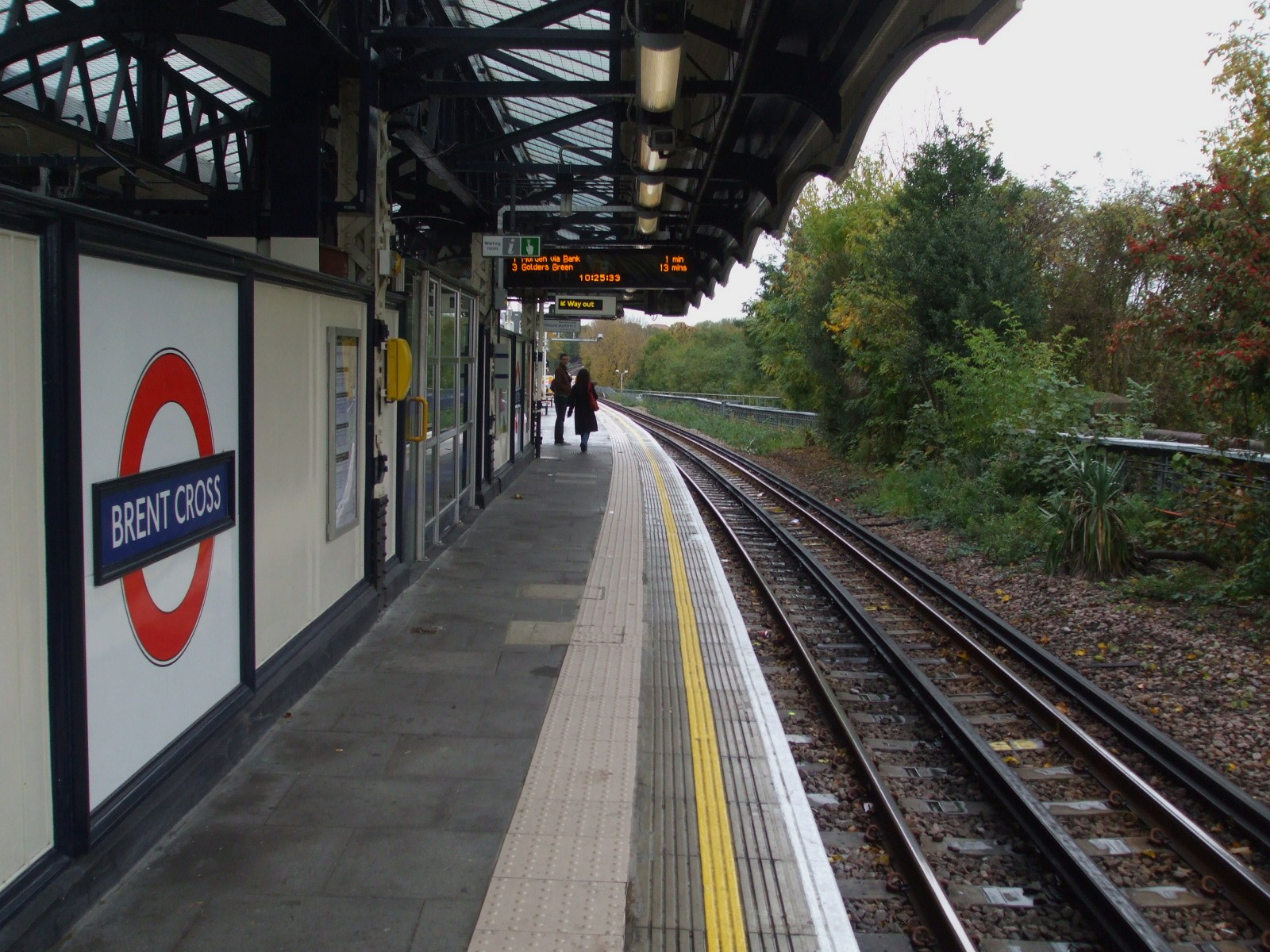
Piattaforma centrale in direzione nord
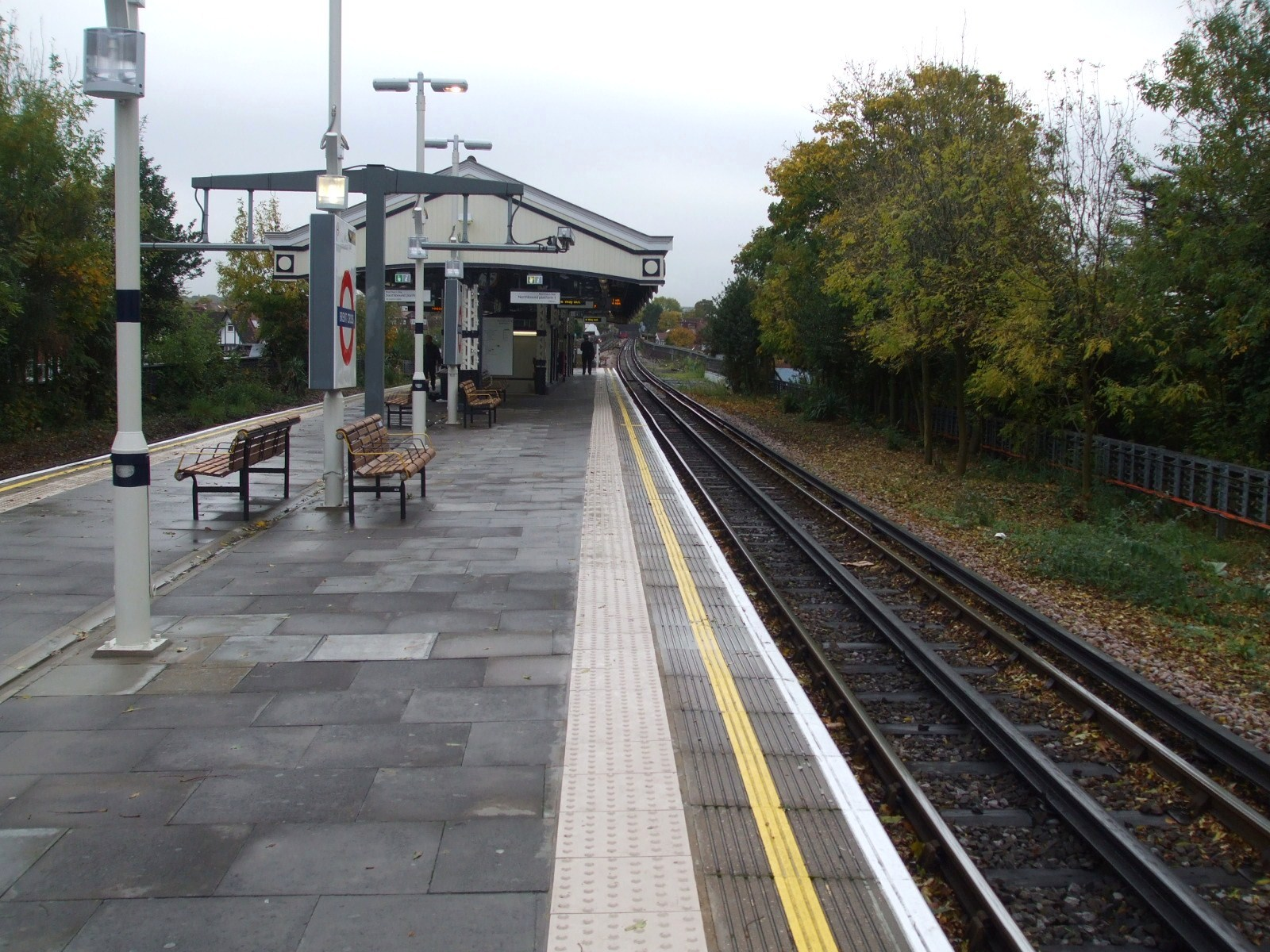
Piattaforma centrale in direzione sud
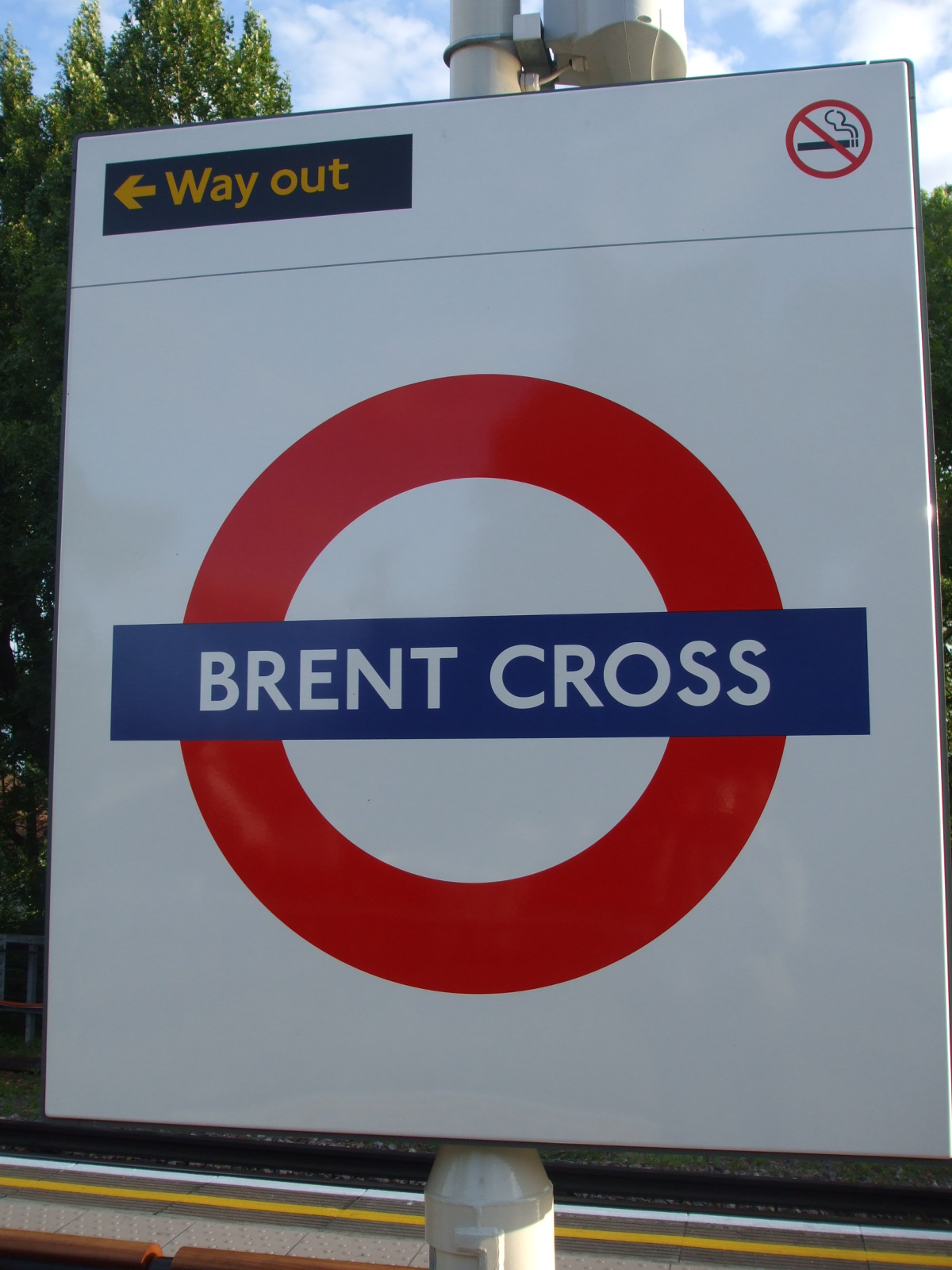
Roundel sulla piattaforma in direzione sud
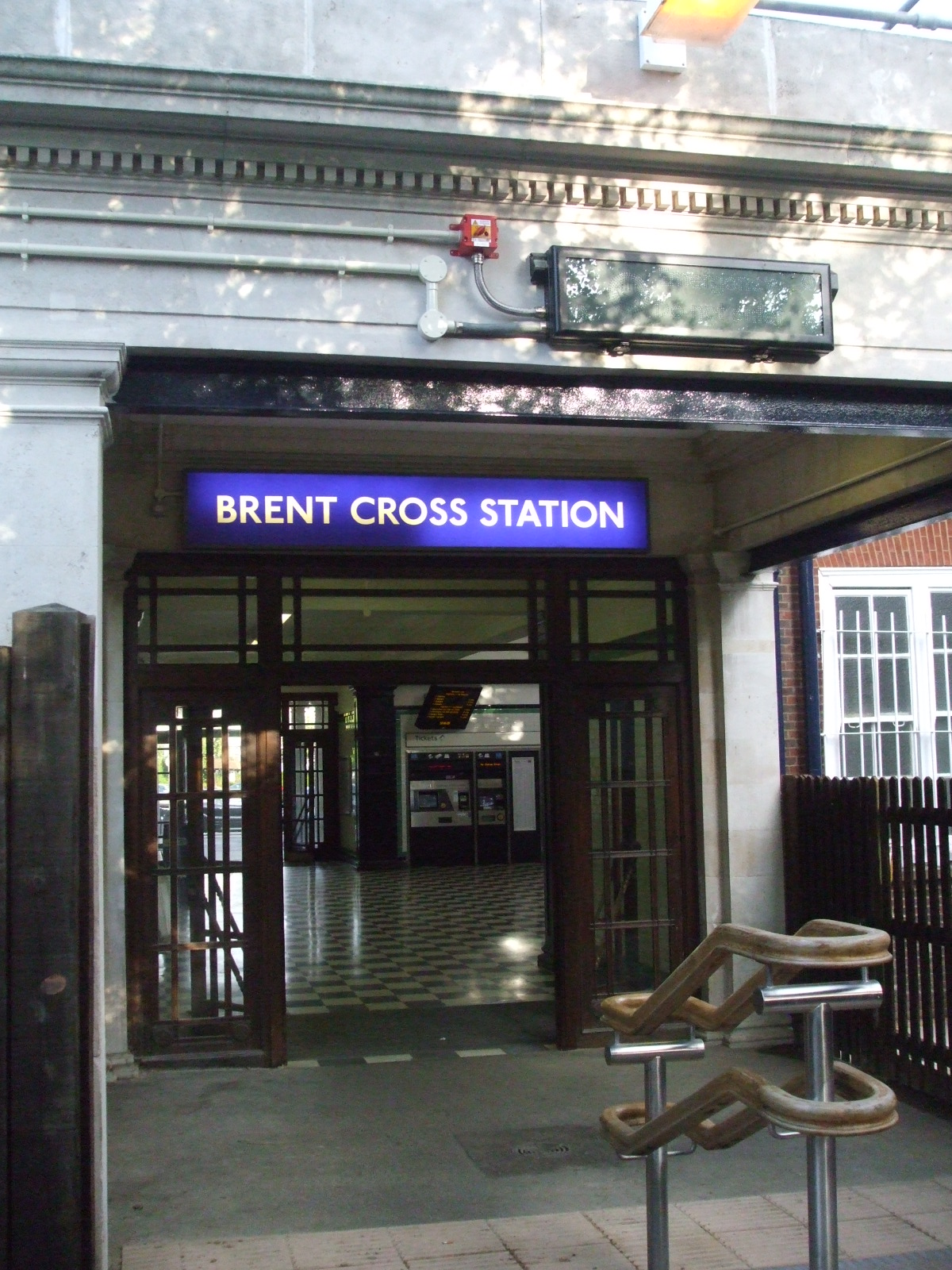
Ingresso posteriore sul retro dell'edificio della stazione